# Мануел да Коста
Мануел Маруан да Коста Триндад Сенуси (арап. مروان دا كوستا‎; порт. Manuel Marouane da Costa Trindade Senoussi; Сен Макс, 6. мај 1986) професионални је марокански фудбалер португалско-француског порекла, који примарно игра у одбрани на позицији централног бека.

## Клупска каријера
Мануел да Коста је рођен у Француској, у породици мешовитог португалско-француско-мароканског порекла. Фудбал је почео да тренира у екипи Нансија, тима у чијем дресу је и започео професионалну каријеру. Током прве три професионалне сезоне у француском прволигашу константно је играо на релацији први тим − резервни састав.
По истеку уговора са Нансијем имао је понуде од стране Бордоа и Њукасла, али се одлучио за холандски ПСВ Ајндховен који је тада играо у Лиги шампиона и са којим је потписао петогодишњи уговор вредан око 1,5 милиона евра. Прву утакмицу у најјачем европском клупском такмичењу одиграо је 12. септембра 2006. против Ливерпула, а прву сезону у холандском првенству окончао је са титулом националног првака. Међутим како није успео да се избори за статус стандардног првотимца клуба из Ајндховена, већ у јануару 2008, након свега 1,5 године у клубу, одлази у Италију и потписује вишегодишњи уговор са Фјорентином вредан око 4,5 милиона евра.
У наредне две сезоне у Фјорентини одиграо је тек један такмичарски меч у Серији А, а потом је прослеђен ја полугодишњу позајмицу у Сампдорију, али опет без неког значајнијег играчког учинка.
Фјорентину напушта у августу 2009. и пресељава се у Енглеску, у премијерлигаша Вест Хем јунајтед са којим договара трогодишњу сарадњу. За лондонски тим дебитује у утакмици Лига купа против Болтона играној 22. септембра 2009, а недељу дана касније игра и први меч у Премијер лиги против Манчестер Ситија. Након две сезоне, 35 одиграних утакмица и 4 постигнута гола, Коста поново мења средину.
У јуну 2011. за 1,5 милион евра одлази у московску Локомотиву где је доведен као замена за црногорског репрезентативца Марка Башу који је прешао у француски Лил. Током првог дела сезоне 2011/12. у Русији, Да Коста је имао значајнију минутажу у рском клубу, али након доласка Славена Билића на место тренера добијао је све мање прилика да игра, због чега је у августу 2012. упућен на једногодишњу позајмицу у португалски Насионал. На крају те сезоне на кратко се враћа у Москву, а пар дана касније потписује трогодишњи уговор са турским Сиваспором.
Две године касније прелази у грчки Олимпијакос са којим потписује двогодишњи уговор вредан два милиона евра. Током две сезоне у грчком првенству Коста је одиграо 39 утакмица и постигао 4 гола, а грчки тим је обе сезоне окончао са титулом националног првака.
У сезони 2017/18. враћа се Турску и поптисује двогодишњи уговор са Башакшехиром из Истанбула. Био је то његов јубиларни десети клуб у каријери.

## Репорезентативна каријера
На почетку каријере Да Коста је играо за млађе репрезентативне селекције Португалије, а иако је у неколико наврата био у протоколу сениорске репрезентације, никада није заиграо за исту.
У мају 2014. дебитовао је за сениорску репрезентацију Марока у пријатељској утакмици са Мозамбиком. Прво значајније такмичење на ком је заиграо у дресу марока био је Афрички куп нација 2017. у Габону, где је одиграо све четири утакмице свог тима.
Селектор Ерве Ренар уврстио га је на списак репрезентативаца за Светско првенство 2018. у Русији, где је одиграо све три утакмице у групи Б.

### Голови за репрезентацију
| No | Датум          | Место      | Противник  | Голови | Резултат | Такмичење            |
| -- | -------------- | ---------- | ---------- | ------ | -------- | -------------------- |
| 1. | 27. март 2018. | Казабланка | Узбекистан | 2:0    | 2:0      | Пријатељска утакмица |

## Успеси и признања
ФК ПСВ Ајндховен
- Првенство Холандије (2): 2006/07, 2007/08.

 ФК Олимпијакос
- Првенство Грчке (2): 2015/16, 2016/17.